# Погоня (фільм, 2011)
«Погоня» (англ. Abduction) — американський бойовик режисера Джона Сінглтона. У головних ролях Тейлор Лотнер, Сігурні Вівер, Марія Белло і Альфред Моліна. Прем'єра фільму в США відбулася 23 вересня 2011 року.

## Сюжет
Головний герой в один прекрасний день знаходить на сайті з розшуку зниклих дітей власне фото. Відійшовши від шоку, він розуміє, що батьки викрали його і виростили як власну дитину. Юнак починає розслідування, яке, в підсумку, перетворюється в ланцюг жорстоких і місцями смертельно небезпечних подій.

## Ролі
| Актор           | Роль          |
| --------------- | ------------- |
| Тейлор Лотнер   | Нейтан Харпер |
| Лілі Коллінз    | Карен Мерфі   |
| Альфред Моліна  | Френк Бертон  |
| Міхаель Нюквіст | Нікола Козлов |
| Сігурні Вівер   | доктор Беннет |
| Марія Белло     | Мара          |
| Джейсон Айзекс  | Кевін         |
| Антоник Сміт    | Сандра Бернс  |
| Дензел Вітакер  | Гіллі         |
| Вільям Пелц     | Джейк         |
| Фрима Еджімен   | Каріма        |

## Знімальна група
- Режисер — Джон Сінглтон
- Сценарист — Шон Крістенсен, Джеффрі Начманофф
- Продюсер — Даг Девісон, Еллен Голдсміт-Вейн, Ден Лотнер, Рой Лі, Лі Столлман
- Композитор — Едвард Шермур

## Музика
- 1. Train — To Be Loved (Кінець фільму)
- 2. Lenny Kravitz — Come on Get It (Грає на самому початку)
- 3. Raphael Saadiq — Heart Attack (Нейтан їде на мотоциклі, моментальна приборка Нейтана)
- 4. Oh Land — Twist (Біля басейну на вечірці)
- 5. Hot Bodies in Motion — Under My Skin
- 6. Black Stone Cherry — Blame It on the Boom Boom (Нейтан грає в приставку)
- 7. Blaqk Audio — The Witness
- 8. Cobra Starship — # 1Nite (One Night)
- 9. Алексіс Джордан — Good Girl (На вечірці як тільки прийшли біля фонтану)
- 10. Меттью Кома — Novacaine Lips
- 11. Superstar Shyra — DJ Love Song
- 12. Donora — The Chorus (Карен рве фотографію)
- 13. Andrew Allen — Loving You Tonight
- 14. Edward Shearmur — Abduction Suite
- 15. Sleigh Bells — Kids [bonus]